# Butjadingen
Butjadingen è un comune della Bassa Sassonia, in Germania. Appartiene al circondario del Wesermarsch.

## Storia
Nel 1937, in conseguenza della "legge sulla Grande Amburgo", fu aggregata a Butjadingen la località di Eckwarderhörn, fino ad allora frazione della città di Wilhelmshaven.